# Sergio Verduzco
Sergio Alejandro Verduzco Rubiera (Ciudad de México, 19 de diciembre de 1972) es un comediante, DJ, Influencer y presentador mexicano, reconocido por presentar el talk show Noches con Platanito.

## Biografía

### Primeros años
"Platanito" nació un 19 de diciembre en la Ciudad de México. En su adolescencia empezó a animar fiestas infantiles como payaso, mientras desarrollaba un espectáculo de comedia para adultos en las noches. Su personaje Platanito surgió cuando presentó su show de comedia disfrazado de payaso. Paralelamente, Verduzco realizaba su formación en comunicación social y colaboraba en la estación de bomberos de Atizapán, actividades que abandonó para enfocarse completamente en su carrera como humorista.

### Carrera
Vinculado a TV Azteca, llevó su show de Platanito al programa Aquí está la papa, presentado por Omar Germenos. Su estilo subido de tono no convenció a los productores del canal y al poco tiempo su programa fue sacado del aire. A comienzos de la década de 2010 llevó su presentación Platanito Show por todo el país, presentándose en el Teatro Blanquita en 2010 y 2011.
En enero de 2013 inició un nuevo proyecto, el talk show Noches con Platanito, emitido por la cadena Estrella TV y en el que entrevistaba notables celebridades de la farándula del continente. El programa fue emitido por última vez el 27 de enero de 2020. Acto seguido, Verdzuco continuó presentando su espectáculo en teatros de Norte y Centroamérica. Interpretando su personaje Platanito, Verduzco ha aparecido en producciones cinematográficas y de televisión como Los mexicanos calientes, López y El sexo me divierte.

## Controversias

### Crítica a diputado
En 2011, durante la rueda de prensa de una de sus presentaciones en el Teatro Blanquita, Verduzco criticó duramente al diputado federal Armando Corona Rivera, quien había presentado una iniciativa de ley para realizar una reforma del artículo 63 de la Ley Federal de Radio y Televisión en la que serían censuradas las palabras altisonantes y el doble sentido en estos medios por ser, según el diputado, generadores de violencia. En octubre del mismo año dedicó su programa Platanito Show al diputado.

### Chiste sobre la muerte de Debanhi Escobar
En 2022, causó controversia por haber realizado chistes sobre la muerte de Debanhi Escobar, los padres de la joven aseguran que procederán legalmente contra el comediante. Posteriormente, mediante un video en sus redes sociales, el comediante se disculpó con la familia: 
"En esta ocasión hago este comunicado sin maquillaje para ofrecerles mis más sinceras disculpas por el mal chiste que hice sobre su hija Debanhi. Créanme que en ningún momento fue mi intención lastimarlos; sin embargo, sé que lo hice, sé que los herí, sé que los lastimé. Ofrezco sinceras disculpas desde el fondo de mi corazón".
Los padres de Debanhi Escobar presentaron ante el Consejo Nacional para Prevenir la Discriminación (Conapred), una queja formal contra Sergio Verduzco "Platanito", exigen una disculpa pública del comediante. Platanito, por su parte, ha acusado que ha recibido amenazas de muerte.

## Filmografía

### Televisión
- 2022 - LOL: Last One Laughing
- 2013 - 2019 - Noches con Platanito
- 2017 - López

### Cine
- 2016 - El sexo me divierte 2
- 2017 - El sexo me da risa 5
- 2018 - Los mexicanos calientes